# 西蒙·蒙蒂菲奥里

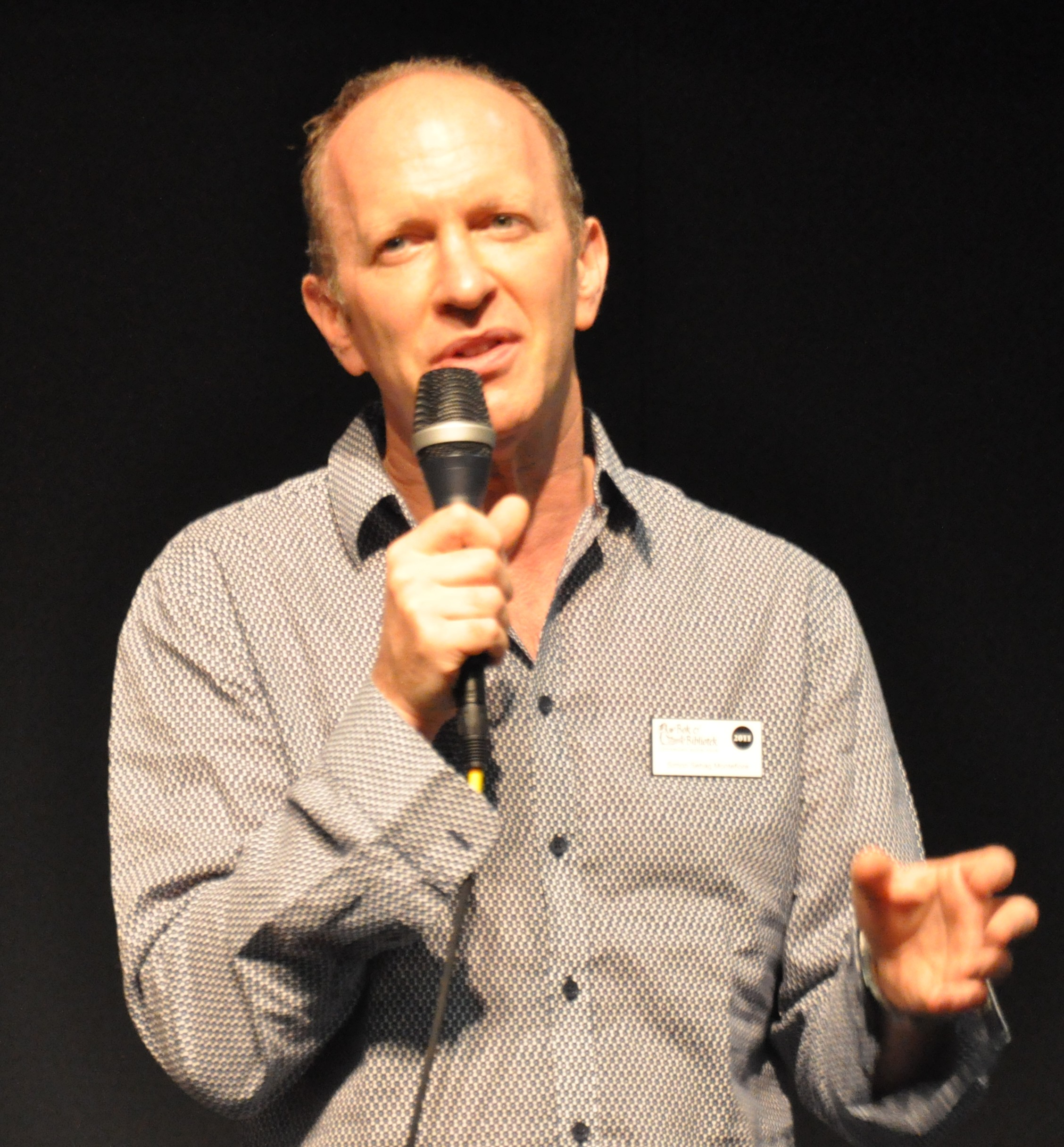
2011年的西蒙·蒙蒂菲奥里

西蒙·蒙蒂菲奥里（英語：Simon Sebag Montefiore，1965年6月27日—）英国历史学家、电视节目主持人、流行历史书和小说作家，英国皇家文学学会研究员，1965年生于伦敦。剑桥大学冈维尔与凯斯学院历史专业。作品包括《青年斯大林》、《耶路撒冷三千年》、《大人物的世界史》、《罗曼诺夫皇朝》等。

## 著作
- 《凯瑟琳大帝与波将金的帝国爱情》（Catherine the Great and Potemkin: The Imperial Love Affair）2001年出版，初名《王子中的王子：波坦金的生平》（The Prince of Princes: The Life of Potemkin），讲述了凯瑟琳大帝和她的情人格里戈里·亚历山德罗维奇·波将金的爱情故事[2]。
- 《斯大林：红色沙皇的宫廷》（Stalin: The Court of the Red Tsar）2003年
- 《青年斯大林》（Young Stalin），2007年
- 《怪兽：历史上最邪恶的男人和女人》（Monsters: History's Most Evil Men and Women），2008年
- 《耶路撒冷三千年》（Jerusalem: The Biography），2011年
- 《大人物的世界史》（Titans of History），2012年
- 《罗曼诺夫皇朝》（The Romanovs 1613–1918），2016年